# Centro sociocomunitario Cañada Real Galiana
Centro sociocomunitario Cañada Real Galiana är ett medborgarhus, som uppfördes 2019 i kåkstaden Cañada Real i provinsen Madrid i Spanien. Medborgarhuset ligger längst söderut i Sektor 5 av Cañada Real i kommunen Madrid, vid gränsen till kommunen Rivas-Vaciamadrid.
Huset har ritats av arkitektkollektivet Recetas Urbanas i Sevilla, efter en arkitekttävling som utlystes av kommunen Madrid 2018. Det har planerats och uppförts under medverkan av invånare i Cañada Real. Eftersom bebyggelse inte är tillåten på den gamla boskapsleden Cañada Real Galiana är huset uppfört så att det lätt kan demonteras och flyttas.
Huset är byggt med en stålstomme och till stor del i återanvända träfiberskivor och fibercementskivor. Det inrymmer lokaler med en nettoyta på ungefär 270 kvadratmeter: två verkstäder på 45 m2 vardera och en på 30 m2, en stor samlingslokal på 70 m2 samt 90 m2 kontor och våtutrymmen.